# 蓝色匹卡迪档猎犬
蓝色匹卡迪档猎犬（英文：Blue Picardy Spaniel）是一种来自法国的河索姆河口地区的獚，起源于20世纪初。它们是皮卡迪獚和英国雪达犬的后代。蓝色匹卡迪档猎犬吠叫比较少，适合家庭饲养。它们体力高，需要定期运动。和皮卡迪獚一样，蓝色匹卡迪档猎犬的毛色很特别。这犬品种只被少数的养犬俱乐部认可，在法国和加拿大比较常见。

## 性格
蓝色匹卡迪档猎犬是一种用途多的猎犬，可以在严酷的环境里狩猎，在實地追獵測試成绩十分好。 蓝色匹卡迪档猎犬比较安静，但体力好，需要定期的运动。它们爱玩游戏，十分乖巧，需要主任的陪伴。它们可以和小朋友和蔼地相处。

## 健康
蓝色匹卡迪档猎犬的健康良好，没有任何遗传缺陷。. 但是它们垂下来的耳朵比较容易发生感染，需要时常清洁。平均寿命大约十三年。